# Phare de Nauset
Le phare de Nauset (en anglais : Nauset Light) est un phare actif situé dans le Cape Cod National Seashore dans le comté de Barnstable (État du Massachusetts).
Il est inscrit au Registre national des lieux historiques depuis le 15 juin 1987 .

## Histoire
Le phare est situé sur la côte est du cap Cod, à North Truro (en). Érigé en 1923, ce phare est une des anciennes tours du phare de Chatham de 1877. Il a été déplacé à Eastham en 1923 pour remplacer les Trois Sœurs de Nauset, trois petits phares en bois qui avaient été désaffectés. Ils ont depuis été relogés dans un petit champ situé à environ 300 mètres à l’ouest du phare de Nauset. À l'origine, le phare de Nauset était entièrement blanc, mais dans les années 1940, la partie supérieure de la tour a été peinte en rouge.
La lumière a été automatisée et la maison du gardien a été vendue en 1955. La lentille de Fresnel de quatrième ordre d'origine a été retirée en 1981 et remplacée par une balise aérienne. La lentille est maintenant exposée au Salt Pond Visitor Center du Cape Cod National Seashore. En décembre 2008, les ampoules traditionnelles de la balise ont été remplacées par des ampoules à halogénures métalliques de 400 watts.
En raison de l'érosion côtière, au début des années 90, le phare de Nauset était à moins de 15 mètres du bord de la falaise de 21 mètres sur laquelle il se trouvait. En 1993, les garde-côtes ont proposé de déclasser le feu. À la suite d’un grand tollé général, la société à but non lucratif Nauset Light Preservation Society a été créée et financée. En 1995, elle a loué le phare à la Garde côtière. La Société a organisé le déménagement de la tour en novembre 1996 à un emplacement situé à 102 m à l'ouest de sa position initiale, qui se trouvait alors à seulement 11 m du bord de la falaise.
Après son déplacement le phare a été rallumé le 10 mai 1997. Au cours de la cérémonie, la Garde côtière a transféré la propriété du phare au National Park Service, mais l'opération a été assumée par la Nauset Light Preservation Society.
En 1998, Mary Daubenspeck, propriétaire de la maison du gardien depuis 1955, a accepté de la donner au National Park Service avec le droit d'y vivre pendant 25 ans. Il a été convenu que la maison serait déplacée de son emplacement d'origine, trop proche du bord de la falaise, vers un nouvel emplacement proche de la tour déplacée. Le déménagement a été achevé en octobre 1998.
Depuis le 24 mai 2004, date à laquelle la Nauset Light Preservation Society a signé un accord de partenariat avec le Service des parcs nationaux (Cape Cod National Seashore), le phare est exploité comme une aide privée à la navigation, tandis que la Société a pris en charge toutes les dépenses liées au site en vendant des adhésions et par des dons. Les visiteurs peuvent faire le tour du phare et de son annexe du dimanche de mai à fin octobre ainsi que les mercredis de juillet et août.

## Description
Le phare est une tour circulaire en fonte, avec une galerie et une lanterne de 14 m de haut. La tour est peinte en blanc et rouge et la lanterne est noire. Il émet, à une hauteur focale de 31 m, un long éclat blanc puis rouge de 5 secondes par période de 10 secondes. Sa portée est de 24 milles nautiques (environ 44 km) pour le feu blanc et 20 milles nautiques (environ 37 km) pour le feu rouge.
Identifiant : ARLHS : USA-529 ; USCG : 1-0510.1 - Amirauté : J0392.
|         |
| Cap Cod |

|          |
| Le phare |

### Lien connexe
- Liste des phares du Massachusetts